# 카몽이스상
카몽이스상(-賞, 포르투갈어: Prémio Camões 프레미우 카몽이스[*])는 포르투갈의 대시인 루이스 드 카몽이스의 이름이 붙은 포르투갈어권 작가 대상의 문학상이다. 포르투갈어권에서는 노벨 문학상과 견줄 정도로 최고의 권위를 인정받는 상이다. 매년 포르투갈의 국립 도서관 재단(포르투갈어: Fundação Biblioteca Nacional)과 브라질의 국립 도서부(포르투갈어: Departamento Nacional do Livro)에서 수상한다. 상금은 10만 유로이다.

## 수상자 목록
| 연도 | 수상자 | 수상자                                                                 | 국적              | 활동영역                                                |
| ---- | ------ | ---------------------------------------------------------------------- | ----------------- | ------------------------------------------------------- |
| 1989 |        | 미겔 토르가 (1907–1995)                                                | 포르투갈          | 시, 단편 소설, 장편소설, 희곡, 회고록, 수필             |
| 1990 |        | 주앙 카브라우 지 멜루 네투 (1920–1999)                                 | 브라질            | 시                                                      |
| 1991 |        | 조제 크라베이리냐 (1922–2003)                                          | 모잠비크          | 시, 언론                                                |
| 1992 |        | 베르질리우 페헤이라 (1916–1996)                                        | 포르투갈          | 장편소설, 단편 소설, 회고록, 수필                       |
| 1993 |        | 하셰우 지 케이로스 (1910–2003)                                         | 브라질            | 장편소설, 단편 소설, 번역, 언론, 희곡, 회고록, 아동문학 |
| 1994 |        | 조르지 아마두 (1912–2001)                                              | 브라질            | 장편소설, 단편 소설, 시, 아동문학, 전기, 언론           |
| 1995 |        | 주제 사라마구 (1922–2010)                                              | 포르투갈          | 장편소설, 단편 소설, 희곡, 시, 회고록, 언론, 아동문학   |
| 1996 |        | 에두아르두 로렌수 (1923 – )                                            | 포르투갈          | 철학, 문학 평론, 수필                                   |
| 1997 |        | "페페텔라" 아르투르 카를루스 마우리시우 페스타나 두스 산투스 (1941 – ) | 앙골라            | 장편소설, 희곡                                          |
| 1998 |        | 안토니우 칸지두 지 멜루 이 소자 (1918 – )                              | 브라질            | 문학 평론, 문학 이론, 수필, 시                          |
| 1999 |        | 소피아 드 멜루 브레이네르 (1919–2004)                                  | 포르투갈          | 시, 단편 소설, 희곡, 아동문학, 번역, 수필               |
| 2000 |        | 아우트랑 도라두 (1926–2012)                                            | 브라질            | 장편소설, 단편 소설, 수필, 회고록                       |
| 2001 |        | 에우제니우 드 안드라드 (1923–2005)                                     | 포르투갈          | 시, 아동문학, 번역, 단편 소설                           |
| 2002 |        | 마리아 벨류 다 코스타 (1938 – )                                        | 포르투갈          | 장편소설, 단편 소설, 희곡, 수필, 각본                   |
| 2003 |        | 후벵 폰세카 (1925 – )                                                  | 브라질            | 장편소설, 단편 소설, 각본                               |
| 2004 |        | 아구스티나 베사루이스 (1922 – )                                        | 포르투갈          | 장편소설, 단편 소설, 희곡, 수필, 아동문학, 전기, 회고록 |
| 2005 |        | 리지아 파군지스 텔리스 (1923 – )                                       | 브라질            | 장편소설, 단편 소설                                     |
| 2006 |        | 조제 루안디누 비에이라 (1935 – ) – 수상 거절                           | 포르투갈 / 앙골라 | 장편소설, 단편 소설, 언론, 아동문학, 번역               |
| 2007 |        | 안토니우 로부 안투느스 (1942 – )                                       | 포르투갈          | 장편소설, 단편 소설                                     |
| 2008 |        | 주앙 우바우두 히베이루 (1941 – 2014)                                   | 브라질            | 장편소설, 단편 소설, 언론, 아동문학, 수필               |
| 2009 |        | 아르메니우 비에이라 (1941 – )                                          | 카보베르데        | 시, 언론                                                |
| 2010 |        | 페헤이라 굴라르 (1930 – )                                              | 브라질            | 시, 단편 소설, 수필, 미술평론, 전기                     |
| 2011 |        | 마누엘 안토니우 피나 (1943–2012)                                       | 포르투갈          | 시, 아동문학, 희곡, 단편 소설, 언론                     |
| 2012 |        | 다우통 트레비장 (1925 – )                                              | 브라질            | 단편 소설, 장편소설                                     |
| 2013 |        | 미아 쿠투 (1955 -)                                                     | 모잠비크          | 장편소설, 단편 소설, 시                                 |
| 2014 |        | 알베르투 다 코스타 이 시우바 (1931 -)                                  | 브라질            | 역사, 시, 회고록, 수필, 전기                            |

## 국가별 수상자 수
수상자가 이중국적일 경우 중복계산한다.
| 포르투갈   | 11 |
| 브라질     | 11 |
| 앙골라     | 2  |
| 모잠비크   | 2  |
| 카보베르데 | 1  |

## 같이 보기
- 맨 부커 상
- 미겔 데 세르반테스 상
- 러시아 부커 상
- 나기브 마푸즈 메달